# John White Bower
John White Bower (* 7. Dezember 1808 in Talbotton, Georgia; † 13. Januar 1850 im Refugio County, Texas) war ein US-amerikanischer Siedler, Soldat, Jurist und Politiker.

## Werdegang
John White Bower, Sohn von Frances Ann Cuthbert und Isaac Bower, wurde 1808 im Talbot County geboren. Seine Jugend war vom Britisch-Amerikanischen Krieg überschattet. Seine Familie zog 1819 in das Arkansas-Territorium. Was in der Folgezeit geschah, ist nicht bekannt. Bower zog nach dem 2. Mai 1835, aber vor dem 28. November 1835, nach Texas, da sein Wahlnachweis zu der Konsultation dem General Council der provisorischen Regierung durch Lewis T. Ayers (1798–1866) vorlag, obwohl Bower selbst nicht anwesend war. Er betrieb eine Fähre auf dem San Antonio River gegenüber der damals noch mexikanischen Village Carlos Rancho. Als einer von zwei Abgeordneten von San Patricio nahm er dann an der Konvention von 1836 in Washington teil, wo er die Unabhängigkeitserklärung von Texas mitunterzeichnete. Bower war auch für den Spionagedienst von James Fannin während des Goliad-Feldzugs verantwortlich. Fannin führte die Goliad-Garnison zur Verstärkung von William Travis und seinem Führungsstab in Alamo, als Bower die Nachricht brachte, dass General José de Urrea an der Spitze eines großen mexikanischen Heeres rasch auf Goliad (Goliad County) vorrückte. Als Folge von Bowers Informationen gab Fannin seine Pläne auf Alamo zu entlasten und kehrte nach Goliad zurück.
Bower heiratete 1838 Bridget O’Brien. Ihre Tochter Frances Elizabeth Bower (1834–1886) war mit James Power junior (1834–1886) verheiratet, dem Sohn des Empresario James Power, welcher ebenfalls die Unabhängigkeitserklärung von Texas mitunterzeichnete. Bower vertrat zwischen 1841 und 1843 das Refugio County im sechsten und siebten Kongress der Republik Texas. Am 4. Oktober 1843 wurde er zum Chief Justice vom Refugio County gewählt und 1847 wiedergewählt. Er verstarb 1850 und wurde dann in der Nähe des San Antonio Rivers bestattet, wo er Jahre zuvor seine Fähre betrieb. 1936 ließ die Texas Centennial Commission ein Denkmal am Bowers Grabstätte aufstellen.